# Nattrassia
Nattrassia — рід грибів родини Botryosphaeriaceae. Класифіковано у 1989 році.

## Класифікація
До роду Nattrassia відносять 2 видів:
- Nattrassia mangiferae
- Nattrassia toruloidea